# Рисинг, Юхан
Юхан Классон Рисинг (швед. Johan Classon Risingh; 1617, Рисинге, Эстергётланд — 1671, Стокгольм) — последний губернатор Новой Швеции.
Окончив гимназию в Линчёпинге, Рисинг продолжил образование в Уппсальском и Лейденском университетах, после чего благодаря помощи правительства смог совершить продолжительную поездку по Европе, в ходе которой изучал торговлю. В 1651—1653 годах он занимал должность секретаря вновь созданной Коммерц-коллегии. На этой должности Рисинг оставался до 1653 года. Заслужив к этому времени серьёзный авторитет в области экономики и торговли, он написал первый в истории Швеции учебник по ним. Получив в начале 1654 года дворянское звание, он отбыл в Новую Швецию.
Его первым указом на посту губернатора, отданным ещё до высадки на сушу, был захват форта Казимира, воздвигнутого голландцами в угрожающей близости от шведского форта Кристина. Голландские поселенцы сдались без боя, и на непродолжительное время в жизни колонии благодаря энергичным действиям Рисинга наступило оживление. Однако вскоре голландский губернатор Петер Стёйвесант высадился у стен форта Кристины и после непродолжительной осады вынудил шведов капитулировать. Рисинг вместе с другими поселенцами, не пожелавшими перейти в голландское подданство, вернулся в Европу. Он умер в бедности в Стокгольме в 1672 году.
Отчёты, подготовленные Рисингом на посту губернатора, являются ценным источником исторических сведений о Новой Швеции периода его управления.